# Сойер, Шон
Шон Сойер (англ. Shawn Sawyer, род. 14 января 1985) — канадский фигурист, выступавший в мужском одиночном катании. Четырёхкратный призёр национального чемпионата, он представлял Канаду на зимних Олимпийских играх 2006 года, где занял 12-е место. В отличие от большинства фигуристов Сойер вращается по часовой стрелке. Также известен тем, что несколько раз исполнял вращение бильманн (впервые — на показательных выступлениях после чемпионата Канады 2002 года).
Завершил любительскую карьеру в 2011 году.

## Карьера

### Детство и юность
Сойер родился в Эдмундстоне. Он начал кататься в девятилетнем возрасте. С ранних лет Сойер получил известность благодаря артистизму и своим спиралям, чем привлёк внимание «бронзового» олимпийского медалиста Толлера Крэнстона. Крэнстон решил завершить любительскую карьеру и устроил прощальное шоу, в котором решил преподать несколько уроков какому-нибудь молодому фигуристу. Этим фигуристом стал Сойер.
В 1999 году он занял третье место среди новичков на канадских «Зимних играх», выступая с серьёзной простудой. В следующем году Сойер среди новичков стал первым.
В сезоне 2000—2001 спортсмен выступил на Гран-при среди юниоров и выиграл бронзовую медаль на своём первом серьезном соревновании в Мексике, однако, на втором этапе Гран-при он занял лишь пятое место, поэтому не отобрался в финал. На национальном чемпионате он стал четвёртым среди юниоров. В следующем сезоне к Сойеру пришёл успех: он попал в финал Гран-при и занял там пятое место, а также выиграл чемпионат Канады среди юниоров. Таким образом, фигурист был избран в команду на чемпионат мира среди юниоров, где стал 11-м.
В следующем сезоне Сойер поменял тренера — теперь его тренировал Гордон Форбс. Фигурист одержал победу на одном из этапов юниорского Гран-при, но на другом этапе стал лишь восьмым, а потому не попал в финал. Он впервые принял участие во «взрослой» категории чемпионата Канады. Там Сойер занял шестое место, и также место он в этом сезоне занял на чемпионате мира среди юниоров. Сезон 2003—2004 стал его последним юниорским сезоном. На чемпионате страны Сойер опустился на девятое место, а на чемпионате мира — на десятое. После этого он снова сменил тренера Форбса на Анни Барабе и Софи Ришар.

### 2004—2009
На Cup of Russia 2004, первом «взрослом» международном турнире Софера, он был третьим после короткой программы, а по сумме результатов стал четвёртым. Выиграв бронзовую медаль на чемпионате Канады, Сойер выиграл завоевал путёвку на чемпионат Четырёх континентов, но не попал на чемпионат мира, так как в мужском одиночном катании Канада имела право представить лишь двух своих спортсменов. Однако в сезоне 2005—2006 «бронза» чемпионата Канады позволила ему попасть на зимние Олимпийские игры, где он стал 12-м. Однако на чемпионате мира Сойер занял лишь 21-е место.
Следующий сезон прошёл не так удачно: фигурист не попал на подиум национального чемпионата, а его лучшим результатом сезона стала четвёртая позиция на этапе Гран-при Skate Canada. В сезоне 2007—2008 Сойер сумел снова завоевать «бронзу» на родине, а потому попал на чемпионат Четырёх континентов, где стал девятым. На чемпионате Канады 2009 года Сойер стал лишь пятым.
В июне 2011 года объявил о завершении карьеры.

## Программы
| Сезон     | Короткая программа                                                                | Произвольная программа                                           | Показательные выступления              |
| --------- | --------------------------------------------------------------------------------- | ---------------------------------------------------------------- | -------------------------------------- |
| 2010—2011 | Assassin’s Tango Джон Пауэлл                                                      | Саундтрек к фильму ««Алиса в стране чудес» (2010)» Дэнни Эльфман | «Uprising» Muse                        |
| 2009—2010 | Assassin’s Tango Джон Пауэлл                                                      | Selections from Amadeus Моцарт                                   |                                        |
| 2008—2009 | Another Brick in the Wall Pink Floyd исполняет Лондонский филармонический оркестр | Selections from Amadeus Моцарт                                   |                                        |
| 2007—2008 | Another Brick in the Wall Pink Floyd исполняет Лондонский филармонический оркестр | Moments in Love Art of Noise                                     | Tainted Love Untitled Sum 41           |
| 2006—2007 | Excerpt from Tune in Tomorrow Wynton Marsalis                                     | Moments in Love Art of Noise                                     | It’s My Life Bon Jovi Home Майкл Бубле |
| 2005—2006 | Libertango                                                                        | Warsaw Concerto                                                  | It’s My Life Bon Jovi                  |
| 2004—2005 | Libertango                                                                        | Cirque du Soleil                                                 |                                        |
| 2003—2004 | Into The Night                                                                    | Cello Concerto                                                   | Save Yourself and Sweet Dreams         |
| 2002—2003 | Irma Rene Dupere                                                                  | Selections from Spartacus                                        | How much is the fish?                  |
| 2001—2002 |                                                                                   |                                                                  | How much is the fish?                  |

## Достижения

### После 2004 года
| Соревнование                  | 2004—2005 | 2005—2006 | 2006—2007 | 2007—2008 | 2008—2009 | 2009—2010 | 2010—2011 |
| ----------------------------- | --------- | --------- | --------- | --------- | --------- | --------- | --------- |
| Олимпийские игры              |           | 12        |           |           |           |           |           |
| Чемпионат мира                |           | 21        |           |           |           |           |           |
| Чемпионат четырёх континентов | 6         |           |           | 9         |           | 7         | 10        |
| Чемпионаты Канады             | 3         | 3         | 4         | 3         | 5         | 4         | 2         |
| Cup of Russia                 | 4         | 7         |           |           |           | 8         |           |
| Skate America                 |           |           |           |           | 5         | 2         | 8         |
| Skate Canada International    |           | 6         | 4         |           | 5         |           |           |
| Cup of China                  |           |           |           | 7         |           |           |           |
| Trophée Eric Bompard          |           |           | 8         |           |           |           |           |
| NHK Trophy                    | 9         |           |           | 9         |           |           | 5         |

### До 2004 года
| Соревнования                     | 1999—2000 | 2000—2001 | 2001—2002 | 2002—2003 | 2003—2004 |
| -------------------------------- | --------- | --------- | --------- | --------- | --------- |
| Чемпионат мира среди юниоров     |           |           | 11        | 6         | 10        |
| Чемпионаты Канады                | 1 N.      | 4 J.      | 1 J.      | 6         | 9         |
| Финал Гран-при среди юниоров     |           |           | 5         |           |           |
| Гран-при среди юниоров, София    |           |           | 1         |           | 3         |
| Гран-при среди юниоров, Словения |           |           |           |           | 3         |
| Гран-при среди юниоров, Белград  |           |           |           | 1         |           |
| Гран-при среди юниоров, Япония   |           |           | 3         |           |           |
| Гран-при среди юниоров, Мексика  |           | 3         |           |           |           |

- N = среди новичков; J = среди юниоров.